# Metrioidea karli
Metrioidea karli là một loài bọ cánh cứng trong họ Chrysomelidae. Loài này được Wlicox miêu tả khoa học năm 1888.